# 锡福德 (特拉华州)
38°38′41″N 75°36′58″W / 38.64472°N 75.61611°W
錫福德（英語：Seaford）是美國特拉华州蘇塞克斯縣的一個城市，臨南蒂科克河。面積9.1平方公里。根據2010年美國人口普查，人口6,928人，是該縣最大城市。 
1865年4月6日設市。